# 二瓶直登
二瓶 直登（にへい なおと、1971年6月2日 - ）は、日本の農学者。学位は、博士（農学）〈東京大学:博農3372号〉。福島大学農学部教授〈食農学類〉。

## 人物
福島県いわき市出身。1990年3月、福島県立磐城高等学校を卒業。1996年3月、東北大学農学部農学科を卒業。1998年3月、東北大学大学院農学研究科資源生物科学専攻博士課程前期を修了。1983年4月、福島県庁に入庁〈福島県農業試験場種芸部〉配属。2004年4月、東京大学大学院農学生命科学研究科応用生命化学専攻（社会人特別選抜）入学。2006年4月、福島県農業総合センター作物園芸部へ異動。2009年3月、東京大学大学院農学生命科学研究科応用生命化学専攻を修了。2011年6月、福島県庁農業支援総室環境保全農業課へ異動。2014年、東京大学農学生命科学研究科准教授。2016年東京大学大学院農学生命科学研究科准教授。2015年東京大学大学院農学生命科学研究科(農学部)准教授。2017年、東京大学大学院農学生命科学研究科(農学部)特任准教授。

2021年、東京大学大学院農学生命科学研究科(農学部)特任准教授。2020年福島大学食農学類准教授。

2023年、福島大学食農学類教授に就任。堆肥-土壌-植物の相互作用モデルを構築することに成功。

## 受賞
- 2007年ナイスステップな研究者（文部科学省科学技術政策研究所）[6][7]

## 著書
- 共著『微細気泡の最新技術 vol.2 進展するマイクロ・ナノバブルの基礎研究と拡がる産業利用』エヌ・ティー・エス ISBN 978-4-86043-407-6 〈2014年08月31日)

## 委員歴
- ムーンショット型農林水産研究土壌マイクロバイオームアトラスグループ土壌ミネラル循環システム開発チーム栽培マネジメントグループ[8]